# Žlebič
Žlebič – wieś w Słowenii, w gminie Ribnica. W 2018 roku liczyła 248 mieszkańców.